# Comté de Pike (Pennsylvanie)
Pour les articles homonymes, voir Comté de Pike.
Le comté de Pike (anglais : Pike County) est situé aux États-Unis, dans le nord-est de l’État de Pennsylvanie. Il forme une partie de la région Grand New York. Selon le recensement de 2020, sa population est de 58 535 habitants. Son siège est à Milford.
Le comté a été créé en 1814 par distraction d'une partie du comté de Wayne. Il tire son nom de l'explorateur américain Zebulon Pike. Il a par la suite cédé une partie de son territoire pour donner naissance au comté de Monroe.

## Démographie
| Groupe            | Comté de Pike | Pennsylvanie | États-Unis |
| ----------------- | ------------- | ------------ | ---------- |
| Blancs            | 77,5          | 73,5         | 58         |
| Latino-Américains | 11,5          | 8,1          | 19         |
| Afro-Américains   | 5,2           | 10,5         | 12,1       |
| Asiatiques        | 1,4           | 3,4          | 6,2        |
| Métis             | 3,7           | 3,3          | 4,1        |
| Autres            | 0,4           | 0,4          | 0,5        |
| Amérindiens       | 0,2           | 0,1          | 0,9        |
| Océano-américains | 0,02          | 0,02         | 0,2        |
| Total             | 100           | 100          | 100        |

## Lieux protégés
- Promised Land State Park Whittaker Lodge District